# Norbert Neuser
Norbert Neuser (ur. 22 marca 1949 w m. Boppard) – niemiecki polityk i nauczyciel, poseł do Parlamentu Europejskiego VII, VIII i IX kadencji.

## Życiorys
Studiował nauczanie początkowe w Koblencji, kształcił się następnie w zakresie edukacji dorosłych. Pracował zawodowo jako nauczyciel. W 1972 wstąpił do Socjaldemokratycznej Partii Niemiec. Podjął też działalność w związku zawodowym Gewerkschaft Erziehung und Wissenschaft. W połowie lat 80. stał na czele młodych socjalistów w Nadrenii-Palatynacie. Od 1986 do 2006 kierował powiatowymi strukturami SPD w powiecie Rhein-Hunsrück. Stanął na czele Eine-Welt-Forum, organizacji doradczej przy partii socjaldemokratycznej w Nadrenii-Palatynacie.
W wyborach w 2009 z listy SPD uzyskał mandat deputowanego do Parlamentu Europejskiego. Przystąpił do grupy Postępowego Sojuszu Socjalistów i Demokratów, został też członkiem Komisji Rozwoju. W 2014 i 2019 z powodzeniem ubiegał się o europarlamentarną reelekcję. W październiku 2021 ogłosił rezygnację z mandatu deputowanego, odchodząc z PE w styczniu 2022.

## Odznaczenia
W 2024 otrzymał Order Zasługi Nadrenii-Palatynatu.